# Howea forsteriana
Howea forsteriana là loài thực vật có hoa thuộc họ Arecaceae. Loài này được (F.Muell.) Becc. mô tả khoa học đầu tiên năm 1877.

## Hình ảnh

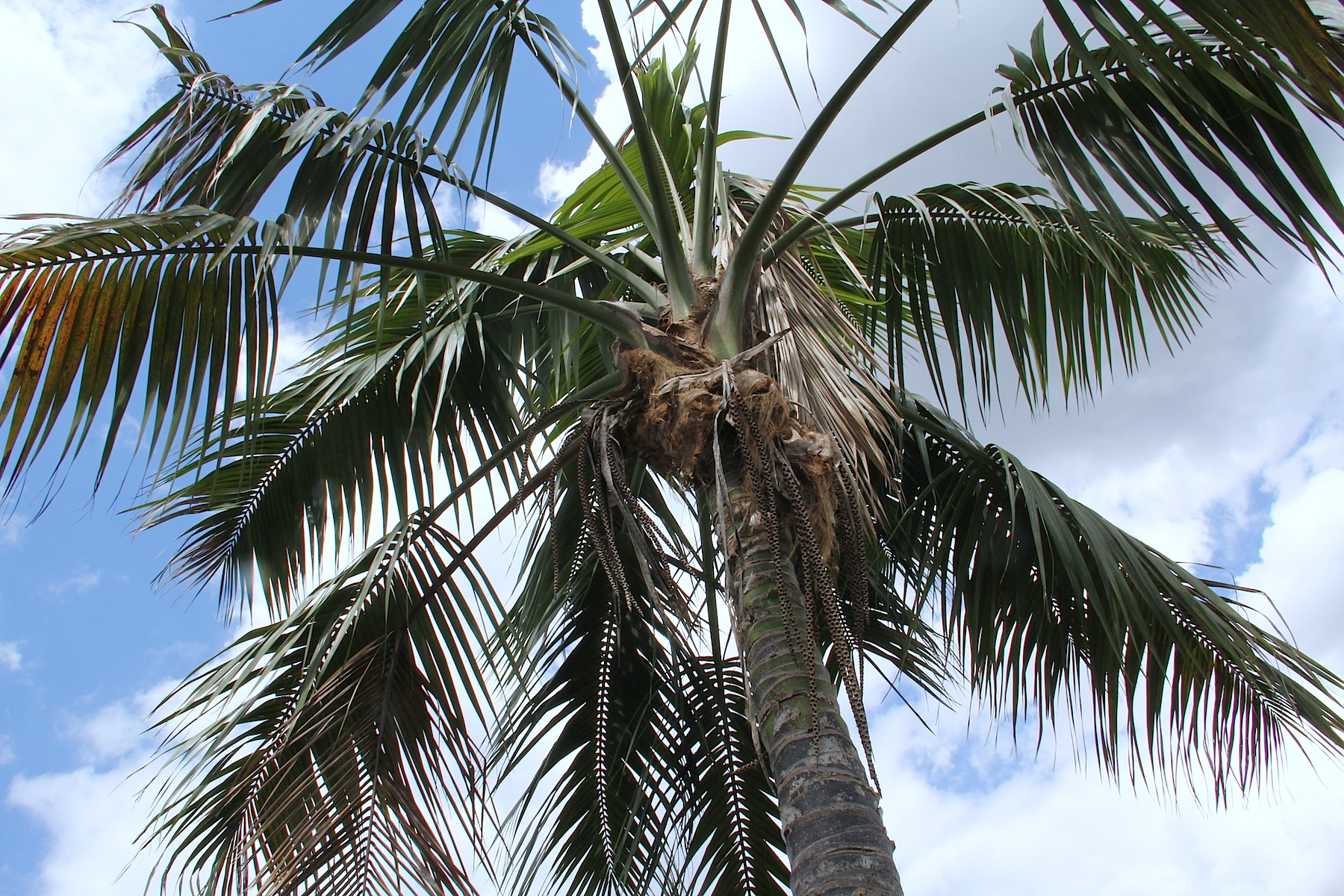
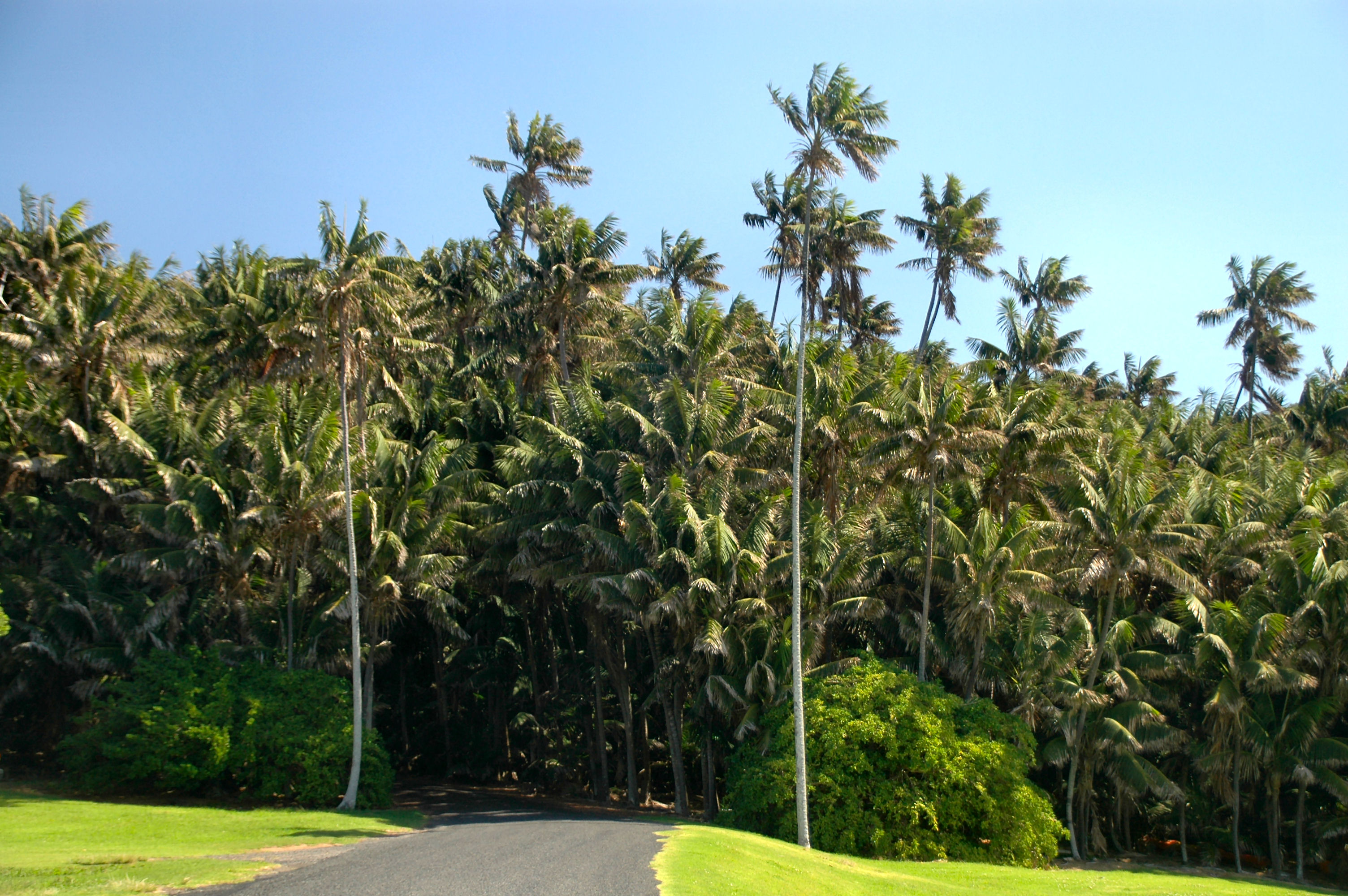
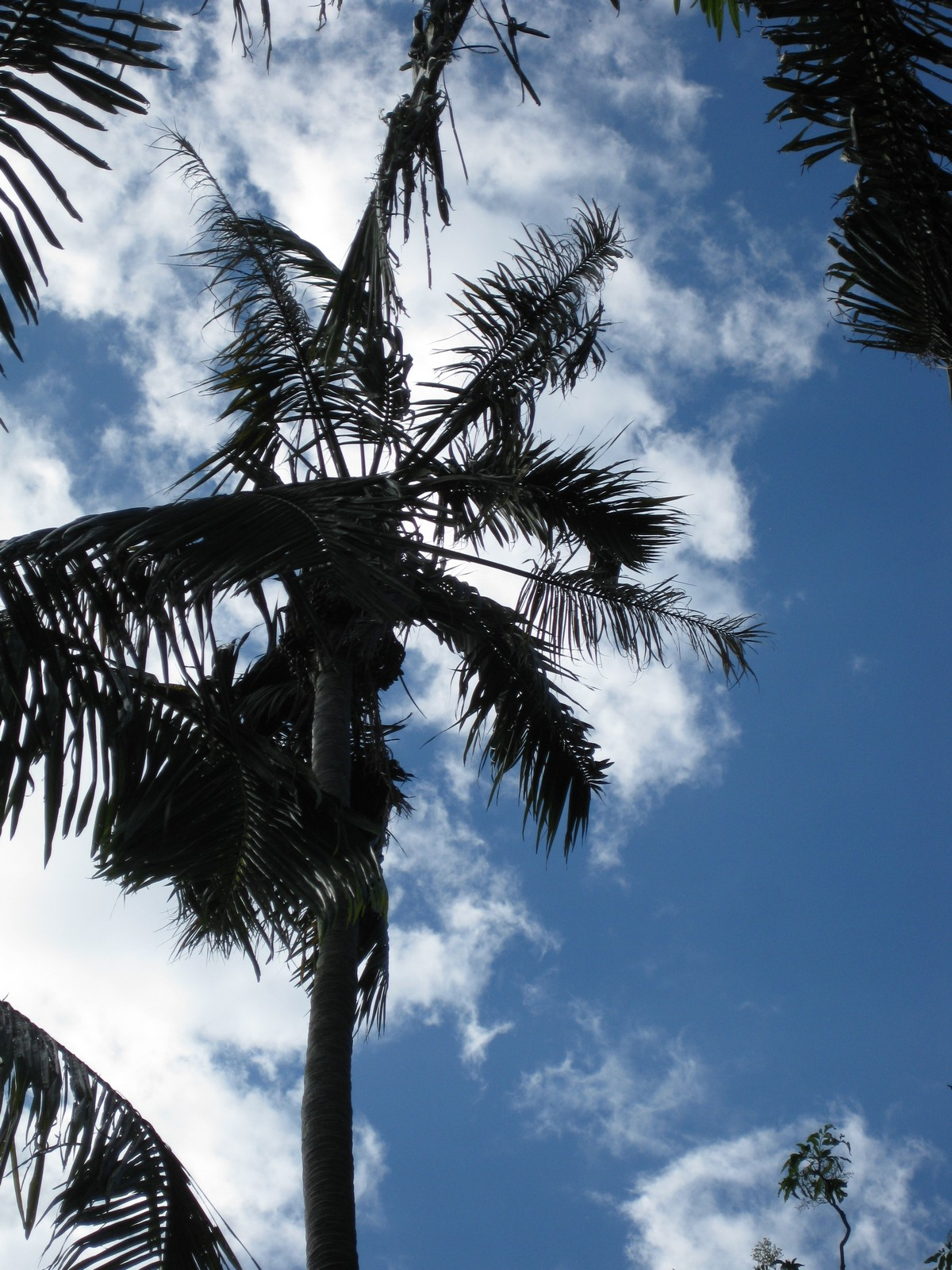
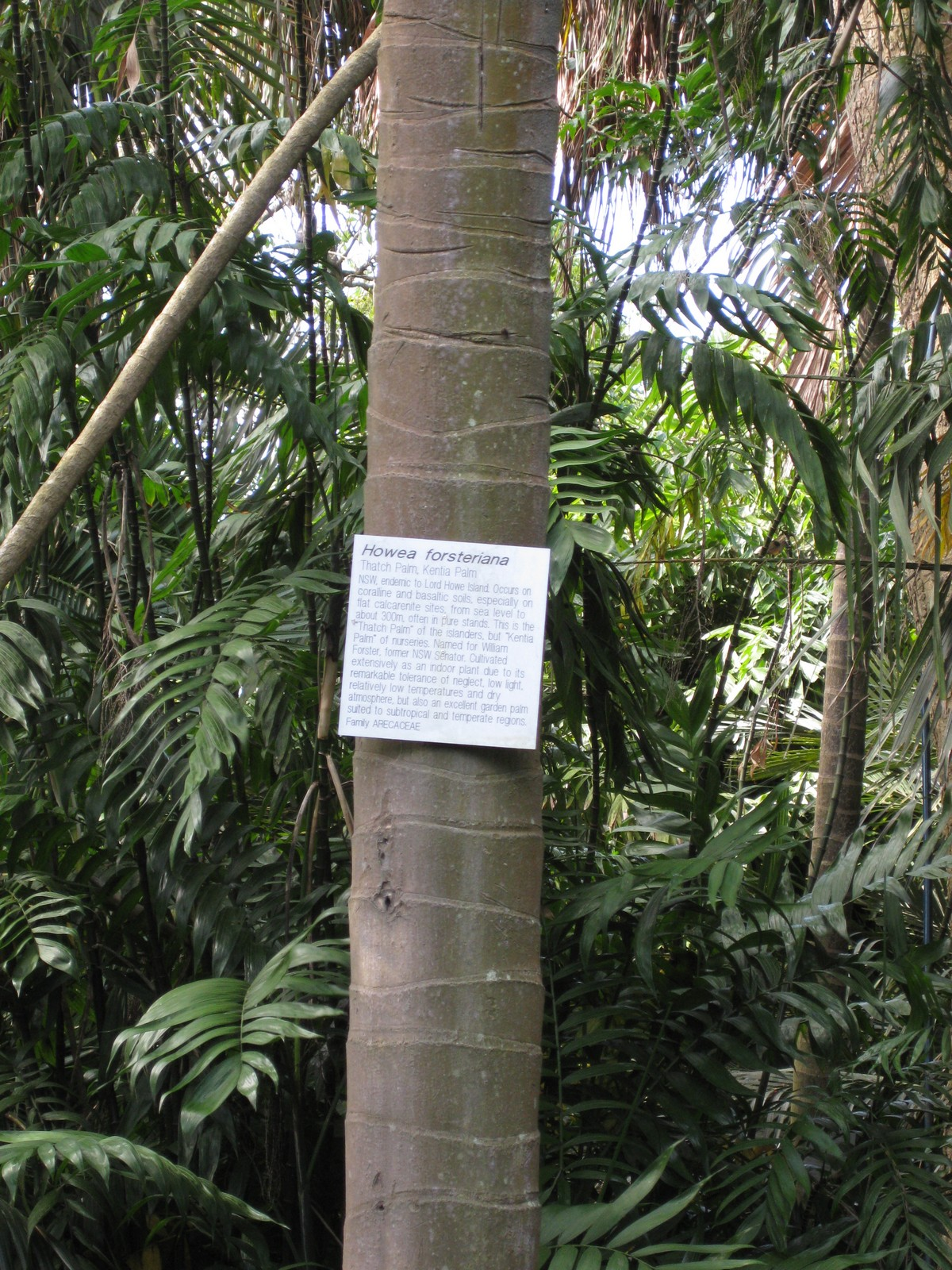